# Peter Thomson
Peter Thomson (Suva, Fiyi, 1948) es un diplomático fiyiano. Es el Representante Permanente de Fiyi ante las Naciones Unidas desde el 4 de marzo de 2010. Fue presidente de la Asamblea General de las Naciones Unidas durante el período 2016-2017.
Entre 2014 y 2015 desempeñó como presidente de la Junta directiva del Programa de las Naciones Unidas para el Desarrollo (PNUD), el Fondo de Población de las Naciones Unidas (FPNU) y la Oficina de las Naciones Unidas de Servicios para Proyectos (UNOPS). Presidió la elección de Fiyi para la presidencia del Grupo de los 77. En 2014, el entonces presidente Epeli Nailatikau le confirió el premio oficial de la Orden de Fiyi.

## Biografía
Thomson nació en 1948 en Suva. Sus padres fueron Ian Thomson, (1920-2008) un administrador colonial británico y Nancy Thomson. Contrajo matrimonio con la editora Marijcke Thomson en 1973, con quien tuvo dos hijos.

### Educación
Fue educado en la Suva Grammar School y Natabua High School, y culminó sus estudios en 1967 en Sevenoaks School, Inglaterra. Obtuvo un  A.B. en ciencias políticas en la Universidad de Auckland y un diploma de postgrado en estudios de desarrollo en el Wolfson College, Cambridge.

### Servicio civil
Thomson se desempeñó como funcionario de Fiyi en 1972, trabajando en el desarrollo rural y en el gobierno local como Oficial de Distrito en los distritos de Macuata, Navua y Taveuni. En 1978 trabajó en el Ministerio de Asuntos Exteriores y de Cooperación de Fiyi. En 1979 fue enviado a la Secretaría del Foro de las Islas del Pacífico, antes de ser enviado a Japón en 1980, con el objetivo de establecer la embajada de Fiyi en Tokio, ciudad donde trabajó hasta 1984, cuando fue nombrado cónsul general de Fiyi en Sídney, Australia. Al regresar a Fiyi en 1986, se desempeñó como Secretario Permanente de Información del Gobierno.
En 1987, sirvió como Secretario Permanente del Gobernador General Penaia Ganilau. Luego del golpe de Estado de septiembre de 1987, fue encarcelado por el ejército de Fiyi durante cuatro días. Posteriormente emigró a Nueva Zelanda y luego, a Australia.

## Trayectoria

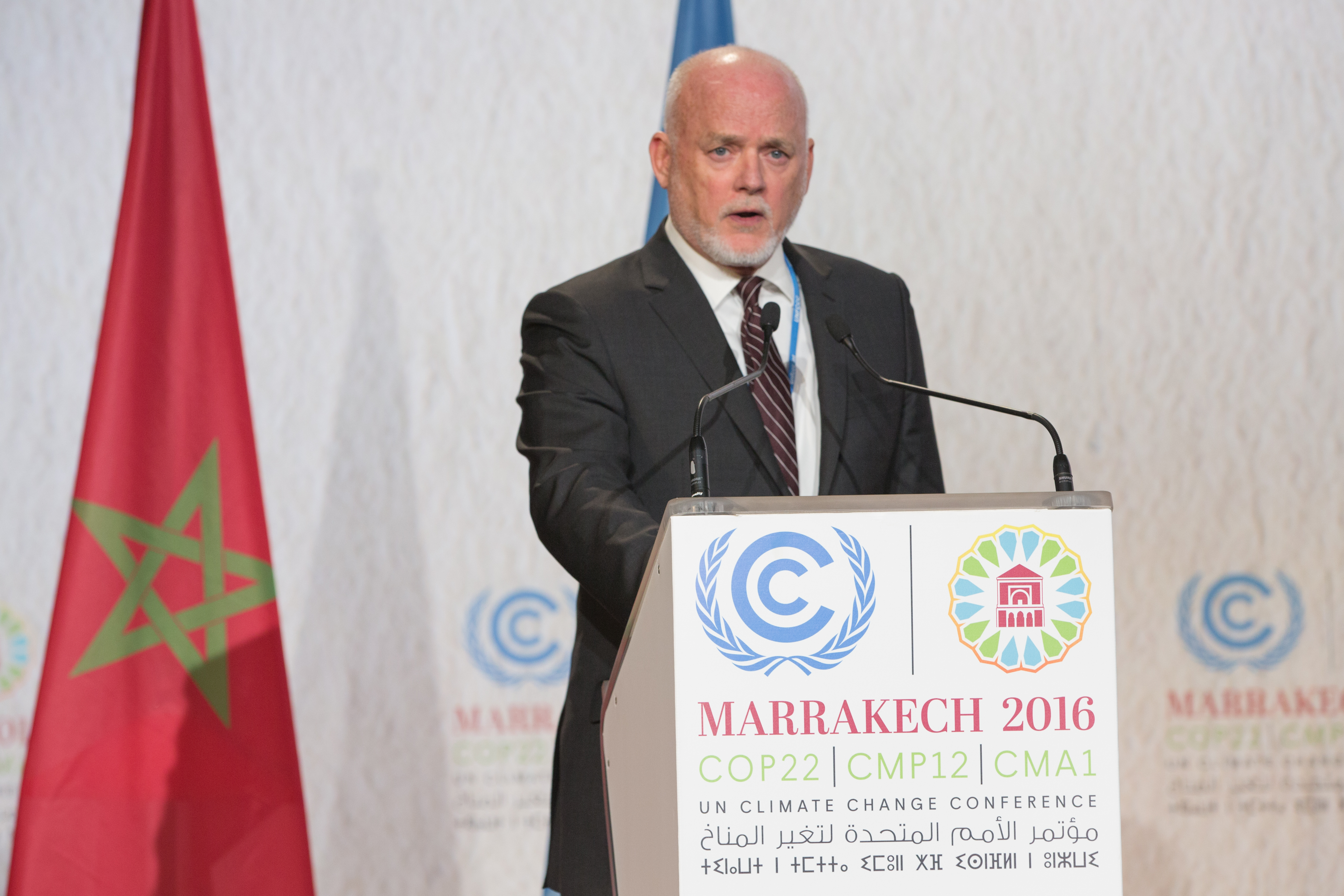
Thomson en 2016

### Naciones Unidas
En 2010 fue nombrado Representante Permanente de Fiyi ante las Naciones Unidas. En agosto de 2011, fue elegido como uno de los vicepresidentes de la LXVI sesión de la Asamblea General de las Naciones Unidas. Unos meses antes de su nombramiento, Thomson criticó lo que describió como una «campaña en curso de Australia para sofocar el papel de Fiyi como pacificador internacional». En julio de 2011, Peter Thomson fue elegido Presidente de la Asamblea de la XVII Sesión de la Autoridad Internacional de los Fondos Marinos en Jamaica. En 2012 dirigió la campaña para que Fiyi sea elegido presidente del Grupo de los 77, cargo que la nación ocupó durante 2013.
En enero de 2014, fue elegido presidente de la Junta Ejecutiva del Programa de las Naciones Unidas para el Desarrollo, el Fondo de Población de las Naciones Unidas y la Oficina de Servicios para Proyectos de las Naciones Unidas, dirigiéndolos hasta 2015.

#### Presidencia
El 13 de junio de 2016, fue elegido presidente de la Asamblea General de las Naciones Unidas, con 94 votos a favor, compitiendo contra Andreas Mavroyiannis, que obtuvo solo 90. Ocupó tal cargo desde septiembre de 2016 hasta septiembre de 2017, sustituyendo al danés Mogens Lykketoft y siendo sucedido por el eslovaco Miroslav Lajčák.